# 图尔区
图尔区（法語：Arrondissement de Tours）是法国安德尔-卢瓦尔省所辖的一个区。总面积1087.6平方公里，总人口386974，人口密度356人/平方公里（2018年）。主要城镇为图尔。

## 辖区
图尔区辖有54个市镇。